# Hostrup Kirke (Esbjerg Kommune)
 For alternative betydninger, se Hostrup Kirke. (Se også artikler, som begynder med Hostrup Kirke)
Hostrup Kirke ligger lidt uden for landsbyen Hostrup, ca. 12 km NV for Esbjerg (Region Syddanmark).

## Eksterne kilder og henvisninger
- Hostrup Kirke Arkiveret 31. januar 2011 hos  Wayback Machine på nordenskirker.dk
- Hostrup Kirke på KortTilKirken.dk
- Hostrup Kirke i bogværket Danmarks Kirker (udg. af Nationalmuseet)

- Wikimedia Commons har flere filer relateret til Hostrup Kirke (Esbjerg Kommune)